# Paraboea leuserensis
Paraboea leuserensis är en tvåhjärtbladig växtart som beskrevs av Brian Laurence Burtt. Paraboea leuserensis ingår i släktet Paraboea och familjen Gesneriaceae. Inga underarter finns listade i Catalogue of Life.